# ShRNA
shRNA är RNA som kan användas för att tysta gener genom RNAi. shRNA står för "short hairpin RNA" vilket fritt översatt skulle bli "kort hårnåls-RNA". Namnet kommer av att shRNA gör tvära svängar. shRNA transkriberas av RNA-polymeras III.